# Saliceto (Olaszország)
Saliceto (piemontiul: Sarzèj) település Olaszországban, Piemont régióban, Cuneo megyében. Lakosainak száma 1162 fő (2023. január 1.). Saliceto Camerana, Cairo Montenotte, Montezemolo, Cengio és Gottasecca községekkel határos.

## Népesség
A település lakossága az elmúlt években az alábbi módon változott:
| Lakosok száma | 1285 | 1269 | 1162 |
|               | 2017 | 2018 | 2023 |